# Phyllopodopsyllus minutus
Phyllopodopsyllus minutus är en kräftdjursart som beskrevs av Lang 1948. Phyllopodopsyllus minutus ingår i släktet Phyllopodopsyllus och familjen Tetragonicipitidae. Inga underarter finns listade i Catalogue of Life.